# Antti Kuisma
Antti Kuisma (n. 23 februarie 1978, Jyväskylä, Finlanda) este un sportiv ce a reprezentat Finlanda, medaliat olimpic. A participat la o ediție a Jocurilor Olimpice (2006) în care a câștigat o medalie de bronz.

## Participări
Lista de mai jos prezintă principalele competiții la care a participat Antti Kuisma de-a lungul carierei.
- Nordic combined at the 2006 Winter Olympics – team[*]